# Càstig per danys informàtics
El Codi Penal espanyol té un càstig per danys informàtics. Castiga amb pena de presó d'un a tres anys, i multa de dotze a vint-i-quatre mesos a la persona que causi danys, de forma intencionada, consistents en destruir, alterar, inutilitzar, o qualsevol altre, a dades, programes, documents electrònics aliens continguts a xarxes, programaris, o sistemes informàtics. Els menors també poden tenir responsabilitat penal, segons les lleis específiques que la regulen. Segons els apartats 1 i 3 de l'article 20 del Codi Penal espanyol, aquelles persones que pateixen una alteració psíquica no són responsables penals. La condemna en un procés penal duu aparellada la responsabilitat civil per acció penal, és a dir, haver de retornar les coses a l'statu quo ante, això és, restaurar la cosa danyada al seu estat original, quan això no sia possible s'ha d'indemnitzar al propietari de la cosa danyada. Aquesta indemnització pot incloure una quantitat de diners, a part de la destinada a tornar la cosa a l'estat originari, destinada a reparar el lucrum cessans, és a dir, els guanys deixats de produir per la cosa danyada.